# The Altogether
The Altogether è il sesto album discografico in studio del gruppo musicale inglese Orbital, pubblicato nel 2001.

## Tracce

### Versione UK
1. Tension – 5:53
2. Funny Break (One Is Enough) – 4:55
3. Oi! – 5:04
4. Pay Per View – 5:11
5. Tootled – 4:51
6. Last Thing – 5:12
7. Doctor? – 5:30
8. Shadows – 5:48
9. Waving Not Drowning – 4:31
10. Illuminate (featuring David Gray) – 5:27
11. Meltdown – 10:18

### Versione USA
CD 1
1. Tension – 5:53
2. Funny Break (One Is Enough) – 4:55
3. Oi! – 5:04
4. Pay Per View – 5:11
5. Tootled – 4:51
6. Last Thing – 5:12
7. Doctor? – 5:30
8. Shadows – 5:48
9. Waving Not Drowning – 4:31
10. Illuminate – 5:27
11. Meltdown – 10:18

CD 2
1. Bigpipe Style – 5:16
2. Monorail – 6:18
3. Much Ado About Nothing Left – 5:13
4. An Fhomhair – 6:59
5. Doctor Look Out – 5:13
6. Beelzebeat – 8:26
7. Nothing Left Out – 6:04
8. Old Style – 5:55
9. Funny Break (Weekend Ravers Mix) – 8:28
10. Mock Tudor – 7:38
11. New Style – 4:56